# CLUB ココ&ナッツ
Yes!プリキュア5GoGo! Webラジオ CLUB ココ&ナッツ（イエス! プリキュアファイブ ゴーゴー! ウェブラジオ クラブココナッツ）は朝日放送・テレビ朝日系列局で放送されたアニメ『Yes!プリキュア5GoGo!』の連動番組としてアニメイトTVで配信していたインターネットラジオ。
この番組のダイジェストはCD化されており、このCDについても述べる。

## 概要
『Yes!プリキュア5GoGo!』に登場しているココ（小々田コージ）役の草尾毅とナッツ（夏）役の入野自由がパーソナリティを担当、「『プリキュア5 GoGo!』を斜め下から支える番組」をキャッチフレーズにアニメ本編とは違った展開のトークを見せた。
コンセプトは「ナッツハウスの閉店後に密かに営業されているクラブで、リスナーはそこに訪れている客」。そのため、開始時は「CLUB ココ&ナッツへようこそ」（ようこそ、が先に来る場合もある）、終了時は「本日のご来店ありがとうございました」と挨拶をしている。
プリキュアシリーズ初のWebラジオであるが、番組当初はアニメ本編の内容に関する話があまり話題に上らなかった。しかし、7月以降からは1 - 3週遅れ程度で、9月以降は同週もしくは次週放映分の内容についてもオープニングトーク時に若干言及するようになり、「劇場版Yes!プリキュア5GoGo! お菓子の国のハッピーバースディ♪」公開前後では主演声優をゲストに呼ぶなどのキャンペーンを行った。アフレコ現場の裏話などもゲスト出演回以外ではあまり話題にしないようにしている。
番組内の挨拶はリスナーから公募し伊瀬茉莉也が採用した「キュアちっす！」。公開録音（後述）以降、リスナーのことを男性の場合は「シンデレオ」女性の場合は「シンデレラ」と呼称することがある。また、投稿者のラジオネームをクラブネームと言い換えている。
アニメ出演声優などのゲストは2週連続で出演することが多い。2週連続の場合はアニメ本編やゲスト本人の活動に関する話題 は主に第1週目にし、2週目は通常コーナー に参加する形を採っている。まれに、収録に立ち会っているアニメ製作スタッフなどを招き入れて飛び入りゲストとして参加させることもあった。
配信は前週と当週の2回分が掲載され、最終回は2009年1月30日をもってリピート配信も終了した。

## テーマ曲
- オープニングテーマ
  - 「TIME MACHINE」（#1 - #19、#47）
  - 「LOVE BOX」（#20 - #36）
  - 「ジョイナス」（#37 - #46）
- エンディングテーマ
  - 「星の冠」（#1 - #15、#47）
  - 「宿題」（#16 - #36）
  - 「夜明けは流星に連れられて」（#37 - #46）

## コーナー
コーナージングルは、主にキャラクターソングのカラオケが使われている。
オープニングドラマ
ココとナッツがCLUB ココ&ナッツを開店させる直前までのやりとりが短いドラマ仕立てで展開される。配信時の時節ネタ（バレンタインデーやGWなど）を展開させたり、のぞみやりんがクラブの意味を取り違えてちょっとした騒動になったり、果てはアナコンディが引き出しの中から出てきたりする。ドラマの締めはココが「ナッツハウス、メタモルフォーゼっと」と言いながら看板をCLUB ココ&ナッツのものへ取り替えて終了。その後タイトルコールを行う。
小々田先生の進路相談室
リスナーからの悩みに対して草尾と入野が答える コーナー。
拝啓…ココ様、ナッツ様
今まで誰にも伝えることが出来なかったリスナーのピンチだった話や死ぬかと思った話など、切なすぎる出来事を手紙形式で紹介するコーナー。
パルミンを探せ!
本編に『パルミン』という不思議な生き物が登場することにちなみ、世の中に溢れているパルミン的なもの、たとえば不可思議な人物、変な物、信じられない出来事などを発見して報告してもらうコーナー。入野によく似た容姿の男性を見かけたという投稿が何度かあり、そのどれもが「ジュンペイ」と呼ばれていたため、入野の偽物もしくは別人格が「ジュンペイ」なのではないかとたびたび揶揄されていた。
メタモル☆ココ&ナッツ
ココとナッツがもし男性バージョンのプリキュアに変身出来るとしたら、どんな必殺技名が似合うかを考えるという趣旨であったが、実際には「必殺技っぽく叫んだら面白いであろう言葉」を紹介するコーナーであった。一度だけ麻生宛に届いた必殺技も採用されたために恥ずかしがりながらも自ら叫んでおり、草尾・入野両名から「どうしてそんなにぶりっ子ぶるのか」といじられていた。
二人でできるかな?
ココとナッツ二人の王子が出来そうで出来ないことにチャレンジ。
第3回 二人羽織（2月19日）
入野が前、草尾が後ろでケーキ（入野のバースディケーキ。後述）を食べる。
第16回 クイズ（5月20日）
プリキュア5の登場人物名を互いが1文字ずつ回答。全問不正解だった。「夢原のぞみの父親の名前は」という質問に対して2人で1文字ずつ答えた結果「夢原こかま」となり、その後しばらく「こかま」ネタが続いた。
第29回 本当の二人でお話（8月19日）
三瓶由布子からのリクエストで、「本当はいつも現場でため口を利いている入野と、それに敬語で応えている草尾で会話して欲しい」というもの。会話の内容は各出演者からの質問で、竹内順子からは初恋について、伊瀬茉莉也からは「二人で観覧車に乗ったらどんな会話をするか」であった。
第35回 外来語禁止（9月30日）
カタカナ語の意味を、外来語を使わずに説明をする。「アフレコ」「フットサル」「プリキュア5」の意味をそれぞれ説明していた。
第38回 パティシエなりきれるかな?（10月21日）
三瓶由布子と竹内順子がゲストであったため、草尾・入野チームと三瓶・竹内チームに分かれてどれだけパティシエになりきって質問に答えられるかを競った。質問は交互にカードを引いて選び、よりパティシエになりきって答えられた方をスタッフが採点し、勝ったチームにケーキが商品として贈られた。結果は三瓶・竹内チームが勝った。
ナッツハウスにようこそ
ナッツハウスで製作、発売してほしい架空の物を募集しているコーナーだが、実際に商品化してほしい物の要望が多く、いくつかは実際に商品化された 。
勝手にコマーシャル
プリキュア商品の架空ラジオCMを作るコーナー。主にダイジェスト版CDのCMのみが採用され、収録したCMは実際にコーナーの合間に使用された。セリフを噛んだりした場合でも敢えてカットせず、そのまま効果音と共に2テイク目を放送している。永野愛と前田愛がゲスト登場した第40回では、「映画 Yes!プリキュア5GoGo! お菓子の国のハッピーバースディ♪」のCMを行ったが、こちらのCMは番組内で使用されることはなかった。
ナツ子の部屋
ゲストとのトークコーナー。ゲストが出演する1週目はこのコーナーのみで、ゲスト宛のメールはここで紹介される。ジングルは『徹子の部屋』のテーマを草尾がパロディしたものが流れている。最初の数回は入野が黒柳徹子の物真似をしようとして失敗していた。
耳より情報
ココとナッツが『Yes!プリキュア5 GoGo!』関連の情報を告知するコーナー。ミュージカルショーや映画前売り券、関連CDの発売日などを告知している。たまにショートコントになっていることがある。
ふつおた
いわゆる、コーナー宛以外の「普通のお便り」。アニメ本編の感想もこの扱いになっている。
今日のまかない
CDにのみ収録されているコーナー。「インターネットラジオの企画としてはボツになったが、CDで1回だけなら大丈夫だろう」というものを敗者復活の形式で取り上げる。いくつかについてはなぜボツになったかの解説もした。
Vol.1 俺のモフモフが食えないのか!
草尾と入野が交互にお互いのプライベートな問題を出題し、誤答した場合は口にマシュマロを含み噛まずに我慢する。我慢できなくなった時点で負けとなる。3対1で入野が負け、最終的に8個のマシュマロを口に入れさせられた。
Vol.2 モフモフはじめて物語
まんがはじめて物語のパロディ。入野がお兄さん役、草尾が謎の生物「モフモフ」役となって豆大福の発祥をアドリブで解説した。
Vol.3 本物の王子の品格
効果音を聞き分けて本物を当てるクイズ。「シュークリームを割る音」「腕をしっぺする音」「ココナッツミルクを混ぜる音」を聞き分けた。2対2でドローとなり、二人とも罰ゲームとして物真似をやらされた。ボツになった理由は「聞き分けられなさそうだったから」。
Vol.4 コージと夏のなくて七癖
「何を」「どうする」カードをアトランダムに引いて、その癖について必ず自分で解説を加える。ボツになった理由は「キャラが崩壊するから」。
Vol.5 俺のココ、どーナッツんの?
お互い自分の身体の部位を計測し、それがどの部位のサイズかを当てるクイズ。1対0で入野が負けた。ボツになった理由は「タイトルが苦しいダジャレだったから」。

## 誕生日
出演者の誕生日が配信日前後である場合、ケーキが用意されるなどの催しが行われた。
入野自由
第3回配信（2月19日）当日が誕生日であったため、本来は「二人羽織でおせんべいを食べる」というお題であった「二人でできるかな？」コーナーが「二人羽織で入野のバースディケーキを食べる」というお題に差し替えられた。「Happy Birthday 入野君」「お誕生日おめでとう自由君」「お誕生日おめでとうナッツ」「お誕生日おめでとうパルミン」のプレートが飾られたケーキが4つ用意されたが、入野には全く知らされていなかった。ケーキを食べさせられたあと「誕生日をこんな風に祝ってもらえるなんて」とコメントしていた。
高木渉
ゲスト出演した第26回配信（7月29日）の4日前が誕生日であったため、「Happy Birthday ブンビーさん」と書かれたプレートを飾ったケーキとローズヒップティーが用意され、食べながら「ナツ子の部屋」の進行をした。
仙台エリ
ゲスト出演した第42回配信（11月18日）でケーキが用意され、エンディング間際に贈られた。ただし、誕生日は10月30日（配信日の19日前）なので配信日に近いというわけではなかった（ただし、収録日に近い可能性はある）。
草尾毅
第43回配信（11月25日）の5日前が誕生日で、かつ配信回数と数字が同じ43歳ということで、「おかしな国のハッピーバースディ」と称し特別編が放送された 。
オープニングドラマ
ナッツハウスでココの誕生日を祝うというシチュエーションで、入野が一人十役（のぞみ・りん・うらら・こまち・かれん・くるみ・シロップ・ココ・ナッツ・ブンビー）をこなすショートドラマを披露した。脚本はシリーズ構成の成田良美監修の下プロデューサーの麻生が作った。
ドキドキ闇バースディケーキ作り
草尾に「何を」「どうする」のカードを引いてもらい、その指示に従って入野が誕生日ケーキをデコレーションした。デコレーションの内容は「たくあんをめり込ませる」「たくあんを乗せる」「シュークリームをめり込ませる」「羊羹を挟む」「甘いトッピング（チョコレートスプレー）をめり込ませる」「苺を乗せる」「桜でんぶを挟む」「生クリームを乗せる」で、引かなかったカードには唐揚げとトマトが用意されていた。また、「チョコレートを草尾さんが自由君にあーんしてあげる」というデコレーションに関係ないオーダーもあった。
ぶらーり温泉旅行
温泉旅行に行ってもらう代わりに足湯を用意、草尾が行きたい温泉（別府温泉と草津温泉）の入浴剤を溶かして左右の足別々に浸かってもらった。各地の温泉土産や空弁も用意された。
えっ、マジ!? あの人からのお祝いコメント!?
草尾が3年B組金八先生を好きということで、出演者からのお祝いコメントをもらった。武田鉄矢からのコメントを予想させるような煽りだったが実際は入野からのコメントであり、名前を名乗るところで効果音が入っていた。
オリジナルバースディソングのプレゼント
プリキュア5の玩具のキーボード（バンダイ製）で森のくまさんを演奏し、草尾を称える替え歌を入野とスタッフ総出で合唱した。

## 公開録音

### June シンデレラナイト
CDの発売を記念して、2008年6月14日に、北沢タウンホールにて公開録音イベント「June シンデレラナイト」が行われた。開場前にはココ&ナッツの声での諸注意と拍手の練習のテープが流された。イベントは「小々田先生の進路相談室」「メタモル☆ココナッツ」「二人でできるかな?」の各コーナーと、ゲストである工藤真由・宮本佳那子の歌、草尾・入野の歌 (TIME MACHINE) で構成され、各コーナーの間にはプリキュア5からの無茶振りメッセージが流された。イベント終了後には出口にて、特製名刺（小々田コージ&ナッツ）が手渡され、草尾と入野が全員握手で見送った。

## ゲスト
第4回での工藤真由・宮本佳那子を皮切りに、プリキュアに関わった声優や歌手がゲストとして登場した。
プリキュアの5人についてはアニメ本編での登場順とは若干異なり、春日野うらら役の伊瀬茉莉也が最後になっている。これは、春日野うららのセカンドシングル「ツインテールの魔法」の発売日（6月4日）に合わせたプロモーションの要素を併せ持たせたためと思われる。似たような例として、以前のシリーズの主題歌歌手である五條真由美、うちやえゆかをゲストに迎えた第28回も、直近に行われるコンサート「プリキュアミラクルマジカルコンサート」や5周年記念ボーカル集「プリキュアボーカルボックス1～光の章～」のプロモーションを兼ねた出演であった。
プリキュアの5人およびミルク役の仙台エリに対しては、必ず「オーディションがあったのか」「誰の役を受けたのか」を草尾が聞いている。これは、草尾と入野にはオーディションを経ずココ役とナッツ役が決定していたことにちなんでいる。さらに、自分以外のキャラクタについて物真似をするよう振りが来ることも多かった。
また、敵役として人気が高かったブンビー役の高木渉、アナコンディ役の山像かおりも出演している。特に高木についてはリスナーからの要望も多かった模様で、何度か要望のメールが読まれている。この時、シリーズ構成の成田良美は「ブンビーさんは当初『Go Go!』に出す気はなかったが、（魅力的すぎて）殺せなかったので続投になった」という発言をしていて、番組内での人気の高さを物語っている。
2008年
- 1. 4・#5 工藤真由・宮本佳那子（アニメOP・ED主題歌）（2月26日/ういうい、3月4日/思わず拍手喝采） [16]
  2. 8・#9 三瓶由布子（夢原のぞみ役）（3月25日/もんもんももん、4月1日/ココナッツドリーム全部入り）
  3. 10・#11 竹内順子（夏木りん役）（4月8日/炎のようにサクサクと、4月15日/未来予想図）
  4. 12・#13,#39,#40 永野愛（秋元こまち役）（4月22日/チャチャチャでスパパン、4月30日/新鮮）
  5. 14・#15,#39,#40 前田愛（水無月かれん役）（5月7日/素敵発表、5月13日/にとべ…?）
  6. 18・#19・#41・#42 伊瀬茉莉也（春日野うらら/キュアレモネード役）（6月3日/M、6月10日/CLUBうらら）
  7. 24・#25・#41・#42 仙台エリ（ミルク/美々野くるみ/ミルキィローズ役）（7月15日/ミルク大盛りつゆだくで、7月22日/ゲストはぴちぴち）
  8. 26・#27 高木渉（ブンビー役）（8月5日/初・男、7月29日/漢祭り）
  9. 28 五條真由美・うちやえゆか（8月12日/歌っていいよね）
  10. 31・#32 山像かおり（アナコンディ役）（9月2日/あはーん、9月9日/プリキュアが本当に好きなんです!）
  11. 33・#34 朴璐美（シロップ/甘井シロー役）（9月16日/循環パワー、9月24日/おもしろかった）
  12. 37・#38 三瓶由布子・竹内順子（10月14日/ラジオも名珍場面だらけ）

## 最終回
最終回である第47回の配信日が12月24日であったことから、「二人とみんなでクリスマスパーティできるかな?」と題して最終回スペシャルを配信した 。
オープニングトーク
シリーズ構成を手がけた成田良美と、アニメ本編のミキサーを務めたタバックの川崎公敬をゲストに交え、5シリーズを通しての苦労話や裏話をトークした。特に妖精体が人間体に変身するという要素が5シリーズで初めての試みであったこと、また草尾・入野両名が役柄として甲高い声で演じたことが今までなかったことから、そのことを中心にした内容となっていた。草尾・入野からは演じ手側として手探りであったこと、成田からは脚本を執筆する側として草尾・入野の演技に非常に助けられたこと、川崎からは「（今までプリキュアシリーズでいろんな妖精体の声を聞いていたが）草尾くんがあの手の声をあのテンションでああいう風に出すとは夢にも思わなかった。初めてパンダを見たような心境だった」という話が語られた。
CM1 入野自由
入野自由の宣伝を草尾がするという体のショートドラマ。生年月日や性格の説明に加え、「全日本好青年協会」という架空の団体から認定されている好青年であるという釣書が付加されていた。
キラキラ！クリスマスムードでジャン！
リスナーからのメールを紹介する際に「クリスマスパーティでするっぽいことをカードを引いた順に絶対にやる」というコーナー。「お互いの上着を交換して着てみる」「二人で指相撲をする」「カメラで自分撮りをする」「隣に座る（通常は向かい合って座っているため）」「ペットボトルの水をお互いに飲ませ合う」「いちいち相手を褒めながらトーク」「二人でクリスマスツリーを飾る」「手袋でボケる」「ケーキを食べさせ合う」「トナカイ（入野）とサンタ（草尾）のコスプレをする」というものであったが、ほとんどがクリスマスに関係なくさらに映像があるわけではないので、ことあるごとに入野が「ラジオなのに」と愚痴っていた。
「夜明けは流星に連れられて」
曲紹介の際に草尾がこの歌に込めた想いを語った。リスナーからのメールを交えつつ、自らの境遇とファンや共演者への気持ちを独白し号泣した。
ショートドラマ コージ
コージが誰かに電話をかけている様子を収めたショートドラマ。翌日に二人で出かける約束で、その段取りがやりとりされている。電話の向こうの相手の声は入っていないために誰と電話をしているのかは判然としないが、声の調子や会話の内容から夢原のぞみと会話をしているように受け取れる。
CLUB ココ&ナッツ事件簿
番組内で起こった出来事を振り返りながらリスナーからのメールを読んだ。取り上げられたのは「草尾と入野のジェネレーションギャップ」「本編にパルミンが登場していないのに連呼」「見学者を飛び入りゲストに巻き込み、結果として見学者が激減」「（小々田や夏の）キャラが崩壊」「公開録音の打ち上げが約12時間」。
ショートドラマ 夏（ナッツ）
夏が誰かに電話をかけている様子を収めたショートドラマ。翌日の予定を聞いた上で映画鑑賞に誘っている。電話の向こうの相手の声は入っていないために誰と電話をしているのかは判然としないが、声の調子や会話の内容から秋元こまちと会話をしているように受け取れる。
CM2 草尾毅
草尾毅の宣伝を入野がするという体のショートドラマ。生年月日や性格の説明に加え、「優しさライセンスA級」という架空のライセンス保持者という釣書が付加されていた。
エンディングトーク
草尾と入野がお互いに初対面の頃のエピソードを語りつつ感謝の言葉を述べ合い、番組終了を名残惜しんだ。最後は収録スタッフ全員で記念撮影をした。
番組終了の挨拶は「CLUB ココ&ナッツ、1年間のご来店ありがとうございました」。

## CD
アニメイトTVで配信された各コーナーのダイジェスト版CD。ダイジェストのほかに、CD向けとしてオープニング、エンディングと「今日のまかない」が録り下ろされているほか、コージ&夏の新曲1曲が収録されている。
また、各CD収録されているコージ&夏の新曲は、その都度本編のオープニングとエンディングに使用された。
1. 『Yes!プリキュア5GoGo! Webラジオ CLUB ココ&ナッツ Vol.1』（2008年5月9日、MJCD-20121）
第2回 - 第9回のダイジェスト。初回限定封入特典はジャケットイラストステッカー。
  1. オープニング
  2. 小々田先生の進路相談室
  3. 二人でできるかな?
  4. 拝啓…ココ様、ナッツ様
  5. メタモル☆ココ&ナッツ
  6. パルミンを探せ!
  7. エンディング
  8. オリジナル・ソング「宿題」
歌：草尾毅&入野自由
  9. 今日のまかない
2. 『Yes!プリキュア5GoGo! Webラジオ CLUB ココ&ナッツ Vol.2』（2008年7月2日、MJCD-20126）
第11回 - 第17回のダイジェスト。コージ&夏の「LOVE BOX」を収録。
  1. オープニング
  2. 小々田先生の進路相談室
  3. メタモル☆ココ&ナッツ
  4. 二人でできるかな?
  5. 拝啓…ココ様、ナッツ様
  6. パルミンを探せ!
  7. エンディング
  8. オリジナル・ソング「LOVE BOX」
歌：草尾毅&入野自由
  9. 今日のまかない
3. 『Yes!プリキュア5GoGo! Webラジオ CLUB ココ&ナッツ Vol.3』（2008年9月3日）
第19回 - 第25回のダイジェスト。
初回限定版（MJCD-20130）は『＋June Cinderella Night』と称し、2008年6月14日に北沢タウンホールで行われた公開録音イベント「June Cinderella Night」の模様[20] を収録したCDが同梱されている。
通常版（MJCD-20131）にはコージ&夏の「薔薇と友情」を収録。
  1. オープニング
  2. 拝啓…ココ様、ナッツ様
  3. 小々田先生の進路相談室
  4. パルミンを探せ!
  5. エンディング
  6. 薔薇と友情（通常版のみ）
  7. 今日のまかない
4. 『Yes!プリキュア5GoGo! Webラジオ CLUB ココ&ナッツ Vol.4』（2008年11月5日、MJCD-20139）
第27回 - 第34回のダイジェスト。コージ&夏の「ジョイナス」を収録。初回限定封入特典はジャケットイラストステッカー。
  1. オープニング
  2. 小々田先生の進路相談室
  3. メタモル☆ココ&ナッツ
  4. 拝啓…ココ様、ナッツ様
  5. 二人でできるかな?
  6. 勝手にコマーシャル
  7. パルミンを探せ!
  8. エンディング
  9. ジョイナス
  10. 今日のまかない
5. 『Yes!プリキュア5GoGo! Webラジオ CLUB ココ&ナッツ Vol.5』（2009年1月28日、MJCD-20154）
  1. 第38回 - 第47回のダイジェスト、コージ&夏の「夜明けは流星に連れられて」が収録されたCDと、第43回に行われた草尾の誕生日スペシャル「おかしな国のハッピーバースディ」とオープニングドラマ傑作選[21] が収録されたCDの2枚組。今回のダイジェストは特にゲスト登場回と最終回に偏った内容となっている。初回限定封入特典はジャケットイラストステッカー。
  2. オープニング
  3. CM1（入野自由ver.）
  4. 二人ずつでできるかな?「二人でパティシエなりきれるかな?」
  5. 最終回スペシャルドラマ1(コージ編)
  6. 勝手にコマーシャル「W愛SP」
  7. 最終回スペシャルドラマ2（夏編）
  8. CLUBココ&ナッツの床下「ダイジェスト」
  9. CM2（草尾毅ver.）
  10. 最終回エンディングトーク
  11. エンディング
6. ボーカルベスト「ぼくらがいたこと」（2009年2月25日、MJCD-20157）
当番組が配信されるきっかけ[22] となったドラマCD「Yes!プリキュア5 キャラクター&Vocalアルバム1 ココ&ナッツ～ふたりの王子～」「Yes!プリキュア5 キャラクター&Vocalアルバム2 ココ&ナッツ～先生と店長～」と、5枚のダイジェストCDに収録されているコージと夏の歌をまとめたベスト盤。初回限定封入特典はジャケットイラストステッカー。
  1. 星の冠
  2. jewel
  3. 永遠につながる時
  4. CREAM
  5. LOVE BOX
  6. 薔薇と友情
  7. ジョイナス
  8. 宿題
  9. しあわせのかたち
  10. 夜明けは流星に連れられて
  11. TIME MACHINE
  12. ちいさな大きな贈りもの
このCD用に録り下ろされた新曲。